# Bernardin Gigault de Bellefonds
Pour les articles homonymes, voir Gigault et Bellefonds (homonymie).
Bernardin (de) Gigault, marquis de Bellefonds, seigneur de l'Île-Marie (Picauville) et de Gruchy, né en 1630, mort le 4 décembre 1694 à Vincennes, est un militaire français, maréchal de France en 1668.

## Biographie

### Origines et famille
Né dans la famille Gigault de Bellefonds, il est le fils d'Henri-Robert Gigault, seigneur de Bellefonds, de Gruchy et de Chef-du-Pont, gouverneur de Valognes et intendant de la généralité de Caen, et de Marie d'Avoynes, fille de Robert du Quesnoy et de Gruchy et de Jeanne d'Achey-de-Serquigny. Son grand-père est Bernardin Gigault de Bellefonds, gouverneur de Valognes et de la ville et château de Caen, et sa grand-mère est Jeanne aux Épaules, fille d'Henri-Robert-aux-Épaules, baron de Sainte-Marie-du-Mont, lieutenant général du roi en Normandie. Il est également le cousin de l'académicien Charles-Irénée Castel de Saint-Pierre (1658-1743), fils de Madeleine de Gigault de Bellefonds, et du maréchal de Villars (1653 † 1734), fils de l'épistolière Marie Gigault de Bellefonds.
Vers 1641, il a pour précepteur le poète et écrivain Georges de Brébeuf (1617-1661).

### Carrière militaire

#### La Fronde (1648-1653)
Gouverneur de la ville et du château de Valognes à la mort de son père, en 1643, il empêche en 1649 que des troupes normandes enrichissent les hommes de la Fronde assiégés à Paris par les soldats de Mazarin. Il défend le château de Valognes assiégé durant dix-huit jours avant de capituler le mardi de Pâques, 6 avril 1649, et d'être conduit à Saint-Pierre-Église.
Favori du jeune roi Louis XIV, il est mestre de camp du régiment de Champagne (1650-1651) puis de Guyenne, en Catalogne, sous les ordres du comte d'Harcourt. maréchal de camp, il défend Cognac le 15 novembre 1651, et prend plusieurs places aux hommes de Condé.

#### Expéditions en Méditerranée et en Flandres
En 1653, il suit le marquis du Plessis-Bélière en Catalogne et participe à l'expédition de Castellammare en 1654, sous les ordres du duc de Guise. Fait lieutenant général des armées du roi en 1655, il défait dix compagnies ennemies près de Tournai en Flandres le 11 janvier 1659, puis commande en Italie au service du duc de Parme. En 1665, il est l'envoyé extraordinaire de France à Madrid pour féliciter Charles II d'Espagne de son accession au trône.
En 1666, il va dans les Provinces-Unies pour concerter la jonction de leur flotte avec celle du Roi commandée par le duc de Beaufort. Après la déclaration de guerre à l'Espagne en 1667, il commande plusieurs détachements et est nommé gouverneur du pays d'entre-Sambre-et-Meuse, blessé alors à huit reprises lors de sièges ou de combats.

#### Maréchal de France pendant la guerre de Hollande
Il est fait maréchal de France par lettres données à Saint-Germain-en-Laye le 8 juillet 1668, et prête serment le lendemain. Ambassadeur extraordinaire en Angleterre en juillet 1670, il est ensuite placé sous les ordres du maréchal de Créquy. En 1672, au début de la Guerre de Hollande, il attaque l'ennemi avec le corps qu'il commande sans l'accord de son commandant en chef, menant l'armée du Roi à la victoire, mais faisant se plaindre le maréchal de Créquy à la Cour. Bellefonds s'exile alors sur ses terres normandes. Il reçoit ensuite le commandement de l'armée de Hollande en novembre 1673, mais refusant d'appliquer l'ordre de se retirer de places fortes qu'il juge importantes pour le royaume, il s'attire une nouvelle disgrâce, qui sera plus longue. « Deux désobéissances heureuses », dit Chateaubriand.
Il se démet de sa charge, occupée pendant treize ans, de premier maître d'hôtel du roi, en 1676, et devient premier écuyer de la Dauphine au mariage de celle-ci en 1679. Fait Chevalier des Ordres du Roi le 31 décembre 1688 et commandeur de l'ordre royal et militaire de Saint-Louis en avril 1693. À la tête de l'armée de Catalogne en 1684, il assiège victorieusement Gérone, grâce à la prise du Pont-Major par le comte de Calvo.

#### Guerre de la ligue d'Augsbourg
En juin 1692, il est le commandant du corps expéditionnaire qui devait soutenir le roi Jacques II d'Angleterre  . Ses décisions sont à l'origine du désastre de la Hougue. Il meurt le 4 décembre 1694 au château de Vincennes, il est inhumé dans la Sainte-Chapelle de Vincennes, et son cœur est ramené en son château de l'Isle-Marie pour reposer aux côtés de celui de son fils.

### Portrait par ses contemporains
Militaire de qualité, aux nombreux succès, il est décrit comme « opiniâtre à l'excès, et incapable de se soumettre », susceptibilité et insubordination qui lui valent deux disgrâces temporaires. On lui attribue « droiture et probité à toute épreuve, grandeur d'âme naturelle, moralité inflexible, religion haute et rigide, bravoure de soldat et zèle d'apôtre ». Seul le marquis de La Fare dans ses Mémoires, semble le juger « faux sur le courage, sur l'honneur, et sur la dévotion » reconnaissant cependant « qu'il avait de l'esprit et même assez profond, et qu'il était capable de bien penser », sa liberté de parole et sa proximité d'avec le Roi pouvant lui valoir quelques inimitiés. Profondément pieux, il est l'ami de Bossuet, et joue un rôle important dans le retrait de Madame de La Vallière chez les Carmélites. Il soutient financièrement la fondation, en 1650, du Monastère Notre-Dame-des-Anges à Rouen dont sa tante Laurence de Bellefonds est la prieure.

### Famille et descendance
Il a épousé le 27 décembre 1655 Madeleine Fouquet, fille de Jean, seigneur de Chaslain et du Boulay, et de Renée, dame de la Remort. Elle est morte le 20 mai 1716. De ce mariage naissent : 
- Jean, mort à 8 ans, le 20 septembre 1668 ;
- Louis-Christophe, marquis de Bellefonds et de la Boulaye, gouverneur et capitaine des chasses du château de Vincennes, colonel du Régiment Royal-Comtois, mort au combat de Steinkerque le 3 août 1692 ;
- Marie-Éléonore, religieuse bénédictine à l'abbaye de Montivilliers, puis supérieure en 1684 du prieuré de Notre-Dame-des-Anges à Rouen, et abbesse de l'abbaye de Montmartre de 1699 à 1717 ;
- Thérèse-Marie, fille d'honneur de la Dauphine, mariée le 8 janvier 1688, à Antoine-Charles, marquis du Châtelet, mestre de camp d'un régiment de cavalerie, gouverneur de Vincennes, lieutenant-général des armées du Roi, mort en septembre 1710. Elle est morte à Paris, le 11 octobre 1733 à 66 ans ;
- Jeanne-Susanne ou Louise, mariée le 10 janvier 1691 à Charles François Davy, marquis d'Amfreville, lieutenant-général des Armées navales du Roi, mort à Vincennes le 2 novembre 1692 à 52 ans, elle le 17 mars 1698, à 33 ans, enterrés tous deux au chœur de la Sainte-Chapelle de Vincennes. Elle est nommée Louise dans son épitaphe ;
- Louise, femme de Jean-François du Fays, marquis de Vergetot, maréchal des Camps et des Armées du Roi ;
- Bernardine-Thérèse, nommé par le roi à l'abbaye de Montmartre le 24 décembre 1699, où elle meurt le 28 août 1717 ;
- Françoise Bonne, morte sans alliance le 23 novembre 1693 à Vincennes, à 17 ans ;
- Marie-Armande-Agnès, prieure perpétuelle des bénédictines de Conflans.

## Armoiries
| Figure | Blasonnement                                                  |
|        | D'azur au chevron d'or accompagné de trois losanges d'argent. |

### Sources et bibliographie
: document utilisé comme source pour la rédaction de cet article.
- François-Alexandre Aubert de La Chesnaye-Desbois, Dictionnaire de la noblesse, Seconde édition, tome VII, 1774 .
- Théophraste Renaudot, Gazette de France, Second tome, 1767 .
- Paul Le Cacheux, « Le Maréchal de Bellefonds et le château de la Haye-Bellefonds au XVIIe siècle », in Notices, Mémoires et Documents de la Société d'histoire et d'archéologie du département de la Manche XXXVI, 1925.
- Olivier Tréhet, « La carrière militaire du marquis de Bellefonds, maréchal de France », La Revue du département de la Manche, no 193, 2008.